# Бальтасар Грасіан
Бальтасáр Грасіáн-і-Морáлес (ісп. Baltasar Gracián y Morales; 8 січня 1601, Бельмонте-де-Грасіан, Арагон — 6 грудня 1658, Тарасона, Арагон) — іспанський письменник, мислитель, філософ та теоретик літератури, єзуїт. Один з найпримітніших представників літератури бароко та консептизму. Автор «Критикона» та «Кишенькового оракула». Підписував свої твори псевдонімами «Лоренсо Грасіан, Інфансон», «Грасіан де Моралес» тощо.

## Біографія

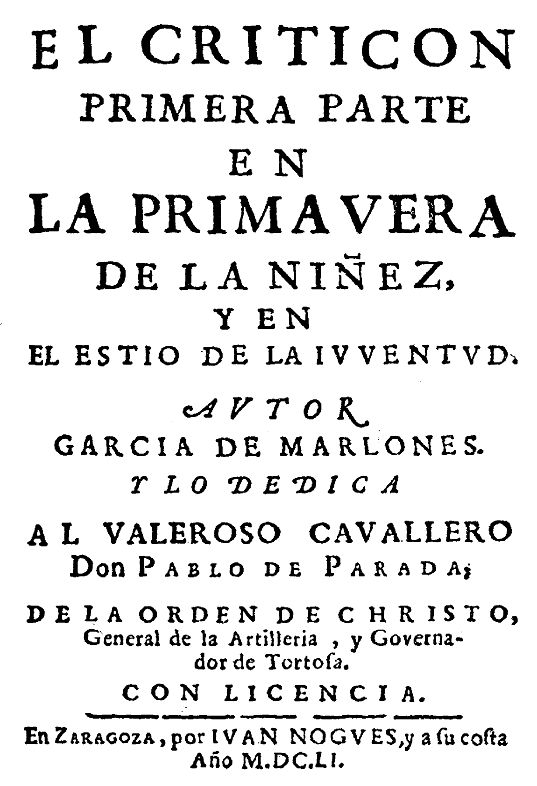
Обкладинка першого видання «Критикона» («El Criticón») (1651).

Народився в Іспанії в селищі Бельмонте біля Калатаюда в родині лікаря. У нього було три брати й сестра, які стали ченцями. Майбутнього письменника також ще з дитинства готували до духовної кар'єри, що було звичним для тодішньої Іспанії.
Початкову освіту здобув у колегії єзуїтів у Толедо. 1619 року Грасіан став послушником єзуїтського ордену в Таррагоні. Тут опублікував свої перші тексти, які були некрологами братам ордену.
1623 року в Сарагосі взявся вивчати теологію. У тридцятирічному віці вів курс «моральної теології» у каталонській Лериді, а через два роки почав читати курс філософії в єзуїтській колегії Гандії (Валенсія).
Початок літературної творчості Грасіана відноситься до 1636 року, коли він переїхав до Уэски — один з культурних центрів Арагона, де отримав посаду проповідника й сповідника місцевої єзуїтської колегії. Вже через рік, 1637 року виходить його перший значний твір, моральний трактат «Герой», який з цікавістю зустріли в Іспанії та в Європі. В Іспанії «Герой» був тричі перевиданий ще за життя Грасіана (1639, 1640 та 1646 роки). 1645 року з'явився французький переклад «Героя», а 1652 року — англійський. Другий твір Грасіана «Політик» («El politico») вийшов друком 1640 року в Сарагосі. Він був задуманий як продовження «Героя», але виявися менш вдалим.
1643 року з'явився трактат Грасіана «Мистецтво винахідливості, трактат про дотепність», який представив барокову програму мистецтва на противагу класицистичним підходам, які спиралися на програмний трактат Нікола Буало «Мистецтво поетичне».
1646 року Грасіан взяв участь у іспансько-каталанській війні (так званій війні женців) в ролі військового капелана.
1647 року Грасіан видав «Зручного оракула та мистецтво розсудливості» («El Oraculo manual у arte de prudencia»), що став найпопулярнішим його твором. «Кишеньковий оракул» є збіркою 300 правил, що місять численні афоризми, в яких розглядається й ілюструється антиномія природи та розуму.
З 1648 по 1657 Грасіан працював над своїм найбільшим твором — романом «Критикон», який після публікації став одним зі знакових творів європейської літератури.
Оскільки в ті часи існувала заборона для членів ордену єзуїтів друкувати свої твори без попереднього схвалення керівників ордену, свої твори Грасіан часто видав під іменем двоюрідного брата Лоренцо Грасіана.
Проте письменницька діяльність Грасіана викликала дедалі більше роздратування як у вищому суспільстві, так, особливо, в ордені, до якого він належав. За правилами ордену він не мав права публікувати будь-який твір без письмової згоди його керівників. Ще одним «великим гріхом» Грасіана з погляду єзуїтів, був той факт, що він взяв на виховання позашлюбну дитину свого друга. Всупереч практиці ордену Грасіан самовільно відпускав гріхи, що єзуїти розглядали як брак суворості.
1657 року після публікації III Частини «Критикона», ректор сарагоської колегії виніс Грасіану публічну догану, його позбавили кафедри, заборонили викладання, вислали з Сарагоси й засудили до суворого покаяння — на воді та хлібі. Останній рік життя Грасіана був сповнений приниженнями та нещастями.

## Твори
- «Герой» (El héroe, 1637)
- «Політик дон Фернандо Католик» (El político don Fernando el Católico, 1640)
- «Мистецтво винахідливості, трактат про дотепність» (Arte de ingenio, tratado de la agudeza, 1642)
- «Розважний» (El Discreto, 1646)
- «Реляція про допомогу Леріди» (Relación del Socorro de Lérida, 1646)
- «Зручний оракул та мистецтво розсудливості» (Oráculo manual y arte de prudencia, 1647; фр. «Homme de cour» (Придворний))
- «Дотепність та мистецтво винахідливості» (Agudeza y arte de ingenio, 1648)
- «Критикон»: (El Criticón, 1651—1657; Частина I — 1651; Частина II — 1653; Частина III — 1657).
- «Місце у престола, де зібрані різноманітні думи, [потрібні до і після] причастя» (El Comulgatorio, 1655) — єдиний твір, підписаний справжнім ім'ям.
- Інші твори — листи, прологи та апробації в книгах, реляції, вірші, некрологи тощо.

## Сучасні видання
- Obras completas. Estudio, bibliogr. y notas de A. del Hoyo. Madrid, Aguilar, 1960.

## Українські переклади
- Грасіан, Бальтасар. Кишеньковий оракул, або наука розсудливості, де зібрані афоризми, взяті з творів Лоренсо Грасіана / Б. Грасіан. — К. : Видавничий дім «КМ Akademia», 1994. — 276 с. — (Джерела мудрості) ISBN 966-518-318-4
- Грасіан, Бальтасар. Герой / ред. і пер. С. А. Купрієнко. — Київ, 2019. — 99 с.